# 広平県
広平県（こうへい-けん）は中華人民共和国河北省邯鄲市に位置する県。

## 歴史
1167年（大定7年）、金朝により魏県より分割設置される。1958年に廃止となり曲周県と統合されたが、1962年に再設置され現在に至る。

## 行政区画
- 鎮:広平鎮、平固店鎮、勝営鎮、南陽堡鎮、十里鋪鎮、南韓鎮、東張孟鎮